# Enrique García Vitorero
Enrique García Vitorero (n. 1911) fue un militar español

## Biografía
Nació en Gijón en 1911. Metalúrgico de profesión, se afilió al Partido Comunista de España en 1934. Tras el estallido de la Guerra civil se unió a las milicias republicanas Llegó a mandar un batallón de esquiadores de montaña. En el otoño de 1937 pasó a mandar de la 190.ª Brigada Mixta, que cubría el sector de Oviedo. Tras la caída del frente Norte logró escapar de Asturias y trasladarse a la zona Central. Fue nombrado comandante de la 62.ª Brigada Mixta, al mando la cual intervino en la campaña de Aragón.
Al acabar la contienda hubo de marchar al exilio, instalándose en la Unión Soviética. Allí cursaría estudios en la Academia Militar Frunze, junto a otros antiguos militares republicanos como Modesto, Enrique Líster, Manuel Tagüeña, Pedro Mateo Merino, etc. Con posterioridad abandonaría la URSS.